# Єнні Волін
Єнні Волін (швед. Jennie Wåhlin) — шведська керлінгістка, олімпійська чемпіонка.
Золоту олімпійську медаль та звання олімпійської чемпіонки Волін отримала на Пхьончханській олімпіаді 2018 року в складі шведської команди, в якій була змінною.

## Виноски
1. 1 2 3  Olympedia — 2006.
2. ↑  Архівована копія. Архів оригіналу за 28 лютого 2018. Процитовано 25 лютого 2018.{{cite web}}:  Обслуговування CS1: Сторінки з текстом «archived copy» як значення параметру title (посилання) [Архівовано 2018-02-28 у Wayback Machine.]

| Kmjhksyscn | Це незавершена стаття про кьорлінґіста чи кьорлінґістку. Ви можете допомогти проєкту, виправивши або дописавши її. |